# La sposa rubata
La sposa rubata (John Loves Mary) è un film del 1949 diretto da David Butler.
È una commedia statunitense con Ronald Reagan, Jack Carson e Wayne Morris. È basato sulla commedia teatrale del 1947  John Loves Mary di Norman Krasna.

## Produzione
Il film, diretto da David Butler su una sceneggiatura di Henry Ephron e Phoebe Ephron e un soggetto di Norman Krasna (autore dell'opera teatrale), fu prodotto da Jerry Wald per la Warner Bros. e girato da metà gennaio a fine febbraio 1948.

## Colonna sonora
- Someone to Watch Over Me - musica di George Gershwin
- When Johnnie Comes Marching Home - musica di Louis Lambert
- Merrily We Roll Along - musica di Murray Mencher
- A-Hunting We Will Go - tradizionale
- I'm Just Wild About Harry - musica di Eubie Blake
- Show Me the Way to Go Home - tradizionale, parole di Irving King, cantata da Wayne Morris
- The Bowery - musica di Percy Gaunt, parole di Charles Hale Hoyt, cantata da Virginia Field
- Home on the Range - musica di Daniel E. Kelley, parole di Brewster M. Higley, cantata da Virginia Field
- You're in the Army Now - tradizionale

## Distribuzione
Il film fu distribuito con il titolo John Loves Mary negli Stati Uniti dal 4 febbraio 1949 dalla Warner Bros.
Altre distribuzioni:
- in Svezia l'11 luglio 1949 (Han kunde inte säga nej!)
- in Finlandia il 23 settembre 1949 (Morsian kapinoi)
- in Danimarca il 20 febbraio 1950 (John elsker Mary)
- in Portogallo l'8 giugno 1950
- in Brasile (Cupido Faz das Suas)
- in Italia (La sposa rubata)

## Critica
Secondo il Morandini il film è un "divertente adattamento".